# Jürgen Batscheider

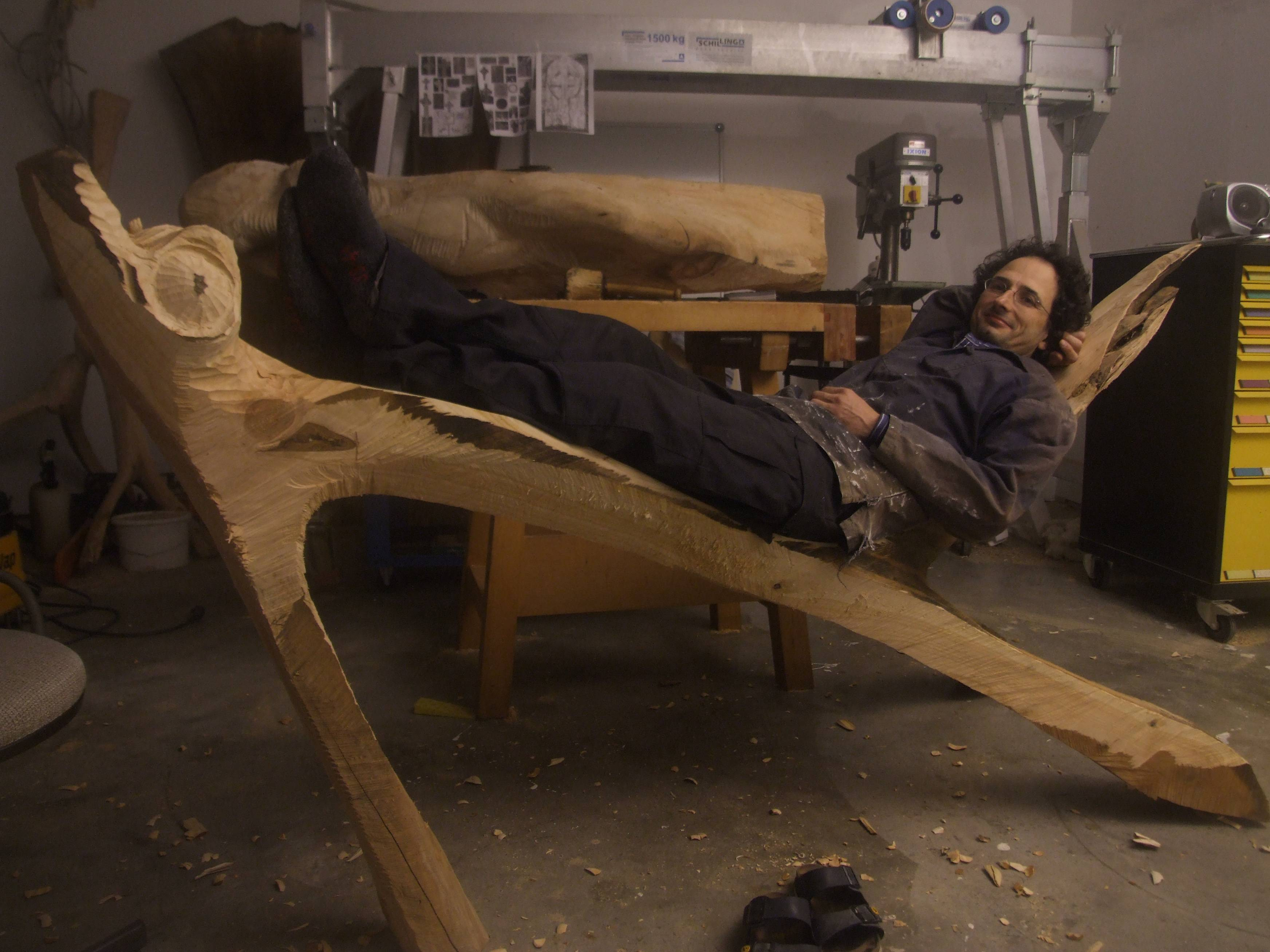
Jürgen Batscheider

Jürgen Batscheider (* 29. Dezember 1962 in Memmingen) ist ein deutscher Maler und Bildhauer aus Schwaben.

## Biografie
Jürgen Batscheider wurde 1962 im schwäbischen Memmingen geboren. Die Schulausbildung schloss er 1981 mit dem Abitur ab. Im Anschluss war er als Maler und Bildhauer tätig und eröffnete 1984 sein erstes Atelier für Malerei in Memmingen. Die Berufsfachschule für Holzbildhauerei und Schreinerei des Landkreises Berchtesgadener Land absolvierte er mit Auszeichnung von 1986 bis 1989. Seit 1990 besitzt er ein Atelier für Malerei, Bildhauerei und Graphik in Memmingen   und seit 2002 ein Winteratelier in Port Grimaud an der Côte d’Azur. Er gründete 2010 die Künstlergruppe Woodhenge.

## Veröffentlichungen (Auswahl)

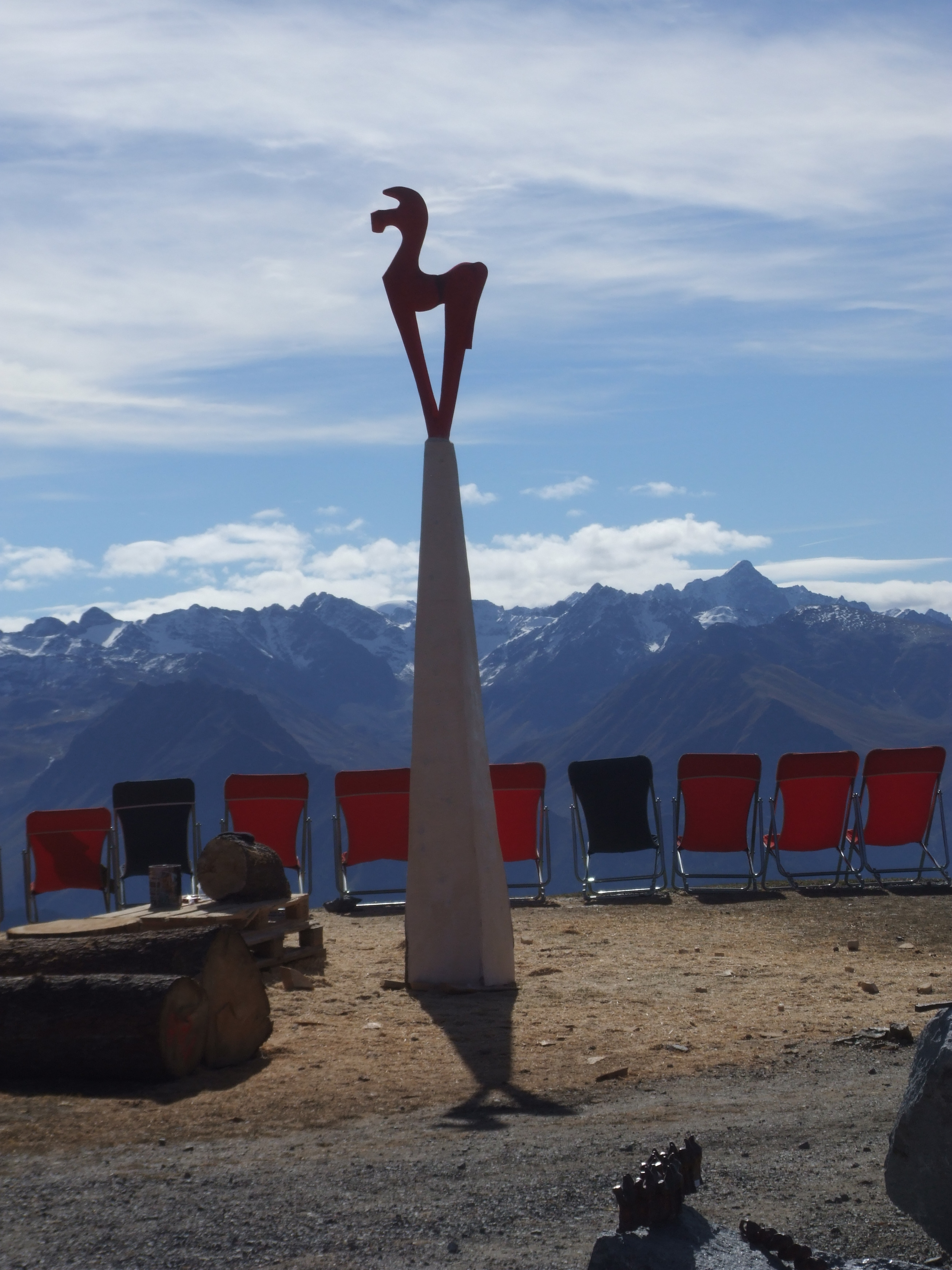
Windpferd am Schönjoch, Österreich

- 1998: Erstellung des Bildbandes ein gang
- 1999: Werkbericht über das graphische Schaffen in Graphische Kunst 52/99 (Edition Curt Visel)
- 1990–2000: Originalgraphik-Beiträge für Illustration 63 und Graphische Kunst der Edition Curt Visel
- 2002: Aufnahme ins Dizionario degli Illustratori Contemporanei 2001
- 2004: Aufnahme in Kürschners Handbuch der Bildenden Künstler
- 2007: Gestaltung des Kabarrett-Preises „Memminger Maul“
- 2007: Illustration des Paris-Romans Nadine von Norbert Büchler
- 2007/2008: Gestaltung des Reiseführers Schlüssel zur Stadt Memmingen
- 2009: Cover-Artwork für Norbert Büchlers Roman Inselfluchten, BoD, Norderstedt
- 2013: Cover-Artwork für John Kavanaghs Blue Room, Salmonpoetry, Irland
- 2014: Cover-Artwork für Norbert Büchlers Roman Bilder einer Ausstellung, BoD, Norderstedt

## Ausstellungen (Auswahl)

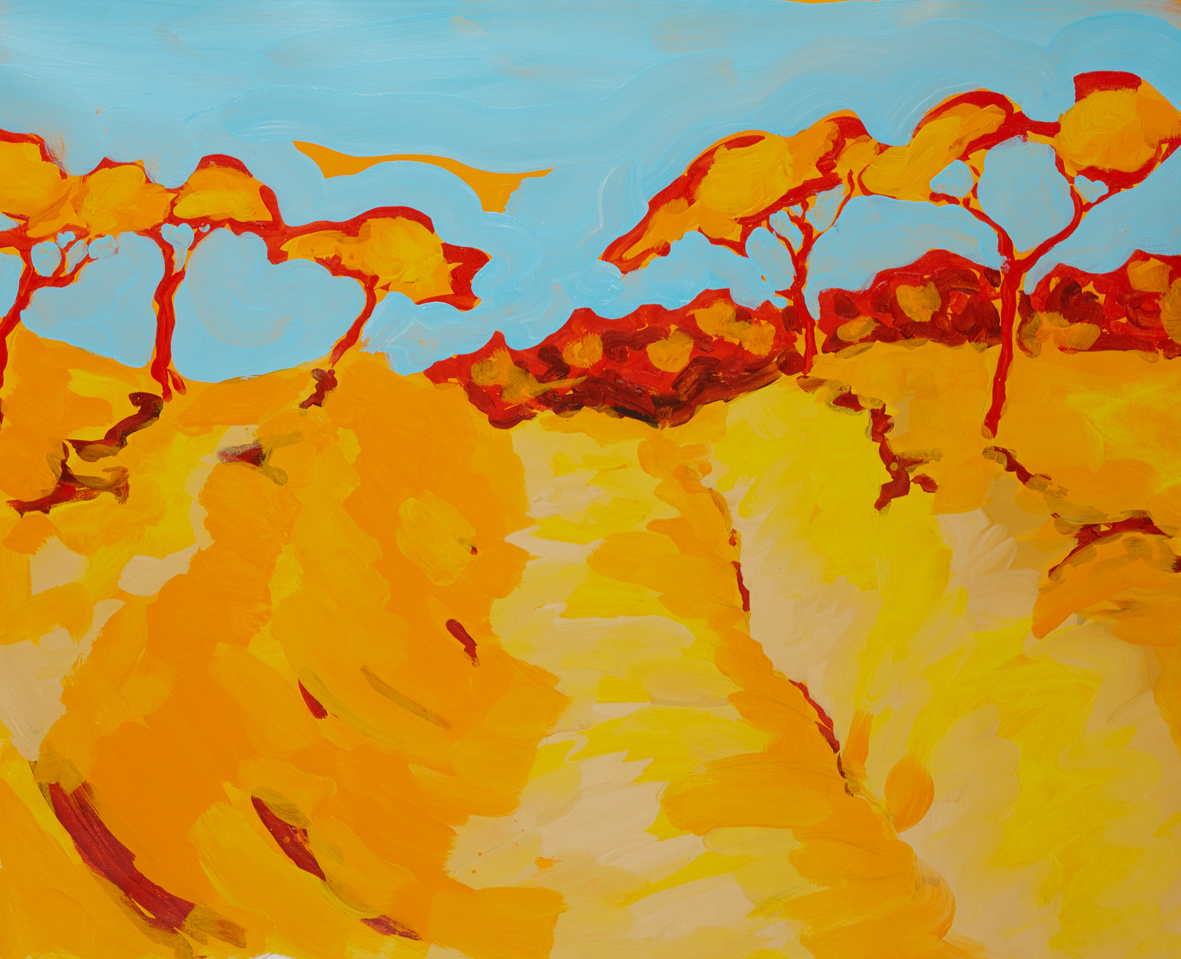
Weg-nach-La-Croix-Valmer

- 1999: Einzelausstellung in Villa Busini Rufina in der Toskana
- 1999: 21. Ostallgäuer Kunstausstellung, Markt Oberdorf
- 2000: Einzelausstellung in Reisegalerie Haidhausen, München
- 2000: Teilnahme in Septembergruppe in Klagenfurt, Fernsehbericht in Ö3
- 2000/2001: Teilnahme an der Graphikbiennale in Italien, Ovada Therme
- 2000/2002: Teilnahme an der Internationalen Graphiktriennale 2000 (Weltausstellung der Graphik) als einer von 8 deutschen Künstlern
- 2001: Zweite Einzelausstellung in Villa Busini Florenz/Rufina
- 2002: Einzelausstellung zur Rathauseröffnung Woringen
- 2002: Graphikausstellung in Schloß Wolfsberg, Österreich
- 2002: Einzelausstellung Skulptur im Landratsamt Unterallgäu in Mindelheim
- 2002: Palazzo Sormani in Mailand mit Druckgraphik
- 2002: The 12th Space International Print Biennial Seoul – Südkorea
- 2003/2005: Teilnahme an der Internationalen Graphiktriennale 2003 (Weltausstellung der Graphik)
- 2004: Einzelausstellung Le Midi, VR-Bank Memmingen
- 2005: Ausstellung b&b, VR-Bank Memmingen
- 2008: Landsberger Kunstnacht, Einzelausstellung
- 2009: Kunstausstellung Batscheider meets Barock: Skulpturen und Malerei im Park und im Schloss des Management Centrums Schloss Lautrach
- 2012: Wettbewerbsausstellung Dauer und Vergänglichkeit Landsberg/Lech
- 2014: Metamorphosen – Den Wandel gestalten, Schloss Garatshausen, Garatshausen am Starnberger See, Wettbewerbsausstellung Bildhauerei, Juli – Dezember, Schirmherrin Gloria von Thurn und Taxis, Preisverleihung der Jury für boatpeople von Jürgen Batscheider
- 2014: Gruppenausstellung Artisgalerie Büren an der Aare / CH
- 2015: Einzelausstellung boatpeople, Installation und Gemälde, im Hans-Ralfs Kunsthaus, Neustadt in Holstein, D
- 2017: Eröffnung der Memminger Meile mit boatpeople

## Öffentliche künstlerische Arbeiten (Auswahl)

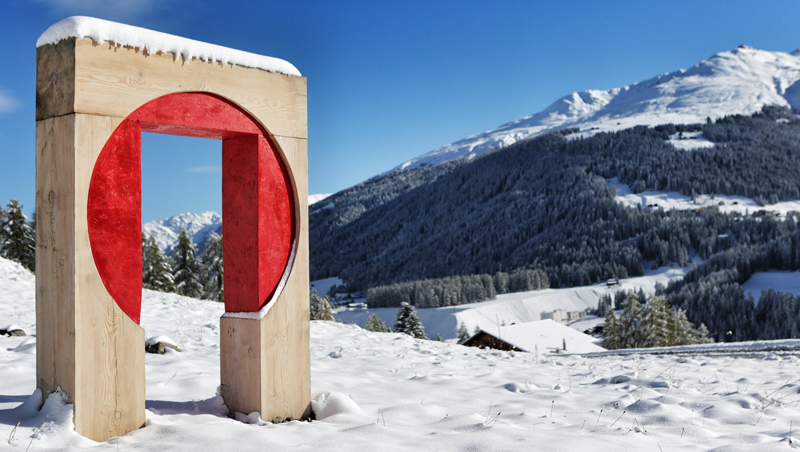
Portalskulptur rising sun

- 1991: Muschelkalk-Brunnen Wasserskulptur in Faistenhaar im Landkreis München
- 1997: Zyklus des Lebens, 15 Meter hohes Holzrelief Siebendächer Wohnungsbau e. G. in Memmingen
- 1998: Wasserlauf, Basaltsäulenbrunnen in Memmingen, Siebendächer Wohnungsbau e. G. in Memmingen
- 2000: Farbrelief, Kunst am Bau, Markt Obergünzburg
- 2000/2001: Bewegung, Kunst am Bau, 9 m hohe Eichenholzskulptur in Bellenberg
- 2007: Wasserwesen, Kunst am Bau, Holzskulptur, Notkerschule, Memmingen
- 2008: Sitzobjekt, Kunst am Bau, Kindergarten Volkratshofen
- 2008/2009/2010: Bücherstapel, Kunst am Bau, überlebensgroße Holzskulpturengruppe, Lindenschule Pausenhof, Memmingen
- 2011: Gründung Skulpturenpark Woringen mit land-shape Art, Holz- und Metallskulpturen
- 2012: Portal der aufgehenden Sonne, Skulpturenpfad Stafelalp, Schweiz
- 2013: Inside-out, Holzskulptur (5,80 m) im Wasser des Seehof-Seeli Davos, Schweiz
- 2013: Wolkenfreund und Windpferd am Schönjoch, Österreich
- 2014: Temporäre Installation und Fotosession boatpeople an der Côte d’Azur
- 2014: Alles fliesst, zweiteilige Steinwelle auf einem Stahlsockel (Gemeinschaftsarbeit mit Uwe Tillmann), Büren an der Aare, Schweiz
- 2015: Portalskulptur rising sun
- 2015: 20 m² Sichtschutzelemente Waves für 5 Parteien-Bauprojekt, Eiche geölt mit Edelstahlpfeiler, Memmingen
- 2016: Erster Preis: Ortsbildgestaltung Internationale Flösserstadt Wolfratshausen, Kreisverkehr in Wolfratshausen
- 2017: Realisierung der Skulptur Flößer1 für die Ortsbildgestaltung Wolfratshausen
- 2017: Realisierung der Gedenkskulptur Sonnenkugel und Sonnenportal in den französischen Alpen für Lufthansa, Germanwings-Flug 9525

## Preise (Auswahl)
- 2014: Kunstpreis Schloss Garatshausen am Starnberger See
- 2014: GMArt Award der Firma Roche, Basel
- 2016: 1. Preis beim offenen Wettbewerb Ortsbildgestaltung Internationale Flösserstadt Wolfratshausen
- 2016: Wettbewerbssieger der internationalen Ausschreibung für eine Gedenkskulptur des Germanwings-Flug 9525